# 铁佛寺站
铁佛寺站是凤上铁路上的一个乘降所，位于辽宁省丹东市凤城市石城镇铁佛村。该站距离凤凰城站48公里，上河口站106公里，隶属中国铁路沈阳局集团管辖。